# サマンサ・ストロング
サマンサ・ストロング（Samantha Strong、アメリカ合衆国・シアトル出身、1967年8月28日 - ）は、アメリカの元ポルノ女優。

## 経歴
1986年に19歳でデビューし、2002年に引退するまで16年間活躍した。

## 受賞歴
- 1988年 AVN最優秀新人賞
- 2002年 AVN殿堂[1]